# Eigenheimzulage
Die Eigenheimzulage war eine der größten staatlichen Subventionen in Deutschland. Durch das Eigenheimzulagengesetz sollte die steuerliche Förderung der selbstgenutzten eigenen Wohnung neu geregelt und die bis zu diesem Zeitpunkt als Abzug von der einkommensteuerlichen Bemessungsgrundlage ausgestaltete Förderung auf eine progressionsunabhängige Förderung umgestellt werden. Gleichzeitig wurde die familienbezogene Zusatzförderung und die Ansparförderung nach dem Wohnungsbau-Prämiengesetz verbessert.

## Bundesrechtliche Eigenheimzulage 1995–2005
Mit der Eigenheimzulage konnte vom 26. Oktober 1995 bis zum 31. Dezember 2005 die Bildung von selbst genutztem Wohnungseigentum gefördert werden. Im Jahr 2004 wurden dafür rund 11,4 Mrd. € aufgewendet. Seit dem 1. Januar 2006 wird die Eigenheimzulage für neue Fälle nicht mehr gewährt. Die Eigenheimzulage wird noch für den vollen Förderzeitraum gewährt, wenn vor dem 1. Januar 2006 der notarielle Kaufvertrag beurkundet oder mit der Herstellung der Wohnung begonnen wurde.
- Wurde die Wohnung vor dem 1. Januar 2004 angeschafft oder hergestellt, beträgt die Eigenheimzulage jährlich 5 % der Herstellungskosten der Wohnung, höchstens 2.556 € für Neubauten bzw. 2,5 % der Anschaffungskosten der Wohnung, höchstens 1.278 € für Altbauten, in beiden Fällen zuzüglich 767 € für jedes Kind.
- Wurde die Wohnung zwischen 1. Januar 2004 und 31. Dezember 2005 angeschafft oder hergestellt, beträgt die Eigenheimzulage jährlich 1 % der Anschaffungskosten bzw. Herstellungskosten der Wohnung, höchstens 1.250 €, zuzüglich 800 € für jedes Kind.

### Rechtsgrundlage
Rechtsgrundlage der Eigenheimzulage ist das Eigenheimzulagengesetz.

### Voraussetzungen
Unbeschränkt Steuerpflichtige im Sinne des Einkommensteuergesetzes haben für die Dauer von längstens acht Jahren Anspruch auf eine Eigenheimzulage, wenn sie:
- eine Wohnung im Inland, der Europäischen Union oder dem Europäischen Wirtschaftsraum ohne Liechtenstein anschaffen oder herstellen,
- die Wohnung für eigene Wohnzwecke nutzen oder einem Angehörigen im Sinne des § 15 AO unentgeltlich zur Wohnnutzung überlassen,
- die Summe ihrer positiven Einkünfte eine bestimmte Höhe nicht überschreitet und
- der Objektverbrauch noch nicht eingetreten ist.

#### Wohnung
Begünstigt ist (gemäß § 6 Abs. 1 EigZulG) die Herstellung oder Anschaffung einer Wohnung in einem im Inland gelegenen eigenen Haus oder einer im Inland gelegenen eigenen Eigentumswohnung. Maßgeblich ist der bewertungsrechtliche Wohnungsbegriff, d. h. die Wohneinheit muss baulich abgeschlossen sein, einen eigenen Zugang besitzen, über eine Mindestgröße (nach ständiger Rechtsprechung mind. ca. 25 m²) und über die notwendigen Nebenräume, wie Küche und Bad, die zur Führung eines eigenen Haushalts nötig sind, verfügen.
Nicht gefördert wird eine Ferien- oder Wochenendwohnung oder eine Wohnung, für die eine (auch teilweise) Absetzung für Abnutzung als Betriebsausgaben oder Werbungskosten im Rahmen der doppelten Haushaltsführung abgezogen wird.

#### Anschaffung/Herstellung
Angeschafft ist eine Wohnung dann, wenn Nutzen und Lasten auf den Erwerber übergegangen sind. Bei Anschaffung vom Ehepartner ist die Zulage ausgeschlossen. Hergestellt ist eine Wohnung, wenn sie bezugsfertig ist, d. h. wenn die wesentlichen Maßnahmen durchgeführt worden sind (Ver- und Entsorgungsanschlüsse, Türen und Fenster, Heizung, Sanitäreinrichtungen und Kochgelegenheit).
Die Höhe der Eigenheimzulage richtet sich nach der Höhe der Anschaffungskosten bzw. Herstellungskosten der selbst genutzten Wohnung (§ 255 HGB) einschließlich des dazugehörigen Grund und Bodens.

#### Nutzung zu eigenen Wohnzwecken
Die Wohnung muss vom bürgerlich-rechtlichen oder wirtschaftlichen Eigentümer zu eigenen Wohnzwecken genutzt werden. Eine Nutzung zu gewerblichen Zwecken oder eine Vermietung zu Wohnzwecken ist schädlich. Der Anspruch auf Eigenheimzulage entsteht mit Beginn der Nutzung zu eigenen Wohnzwecken und endet mit Beendigung der Nutzung zu eigenen Wohnzwecken.
Die unentgeltliche Überlassung einer Wohnung an Angehörige im Sinne des § 15 AO wird wie eine Nutzung zu eigenen Wohnzwecken behandelt. Eine Zahlung von Verbrauchskosten (Wasser, Strom, …) an den Eigentümer ist für die Erlangung der Förderung nicht hinderlich.
Allerdings ist nach ständiger Rechtsprechung des Bundesfinanzhofs unentgeltlich im Sinne des § 4 Satz 2 EigZulG nur eine Wohnungsüberlassung, für die keinerlei Entgelt gezahlt wird; eine Gegenleistung gleich welcher Art und Höhe ist förderungsschädlich.

#### Einkommensgrenzen
Die Summe der positiven Einkünfte der letzten zwei Jahre darf:
- bei Alleinstehenden 70.000 €,
- bei Verheirateten 140.000 €
- zuzüglich 30.000 € je Kind

nicht übersteigen (§ 5 EigZulG).
Maßgeblich sind die Einkünfte im ersten Jahr, in dem die Zulage gezahlt wird und im Jahr davor. Wenn die Einkünfte über der Grenze liegen, später aber darunter, kann ab diesem Zeitpunkt Eigenheimzulage für die restlichen Jahre des Förderzeitraums beantragt werden.

#### Objektverbrauch
Alleinstehende können die Eigenheimzulage nur für ein Objekt, Verheiratete, bei denen die Voraussetzungen für die Zusammenveranlagung nach dem Einkommensteuergesetz vorliegen, für zwei Objekte in Anspruch nehmen.
Wer bereits früher
- eine erhöhte Absetzung für Abnutzung nach § 7b des Einkommensteuergesetzes oder
- eine erhöhte Absetzung für Abnutzung nach § 15 Abs. 1 bis 4 des Berlinförderungsgesetzes
- Abzugsbeträge nach § 10e des Einkommensteuergesetzes
- Abzugsbeträge nach § 15b des Berlinförderungsgesetzes
- eine steuerliche Begünstigung für dieselbe Wohnung von einem anderen Staat oder
- schon einmal eine Eigenheimzulage

in Anspruch genommen hat, hat damit seinen Anspruch auf Eigenheimzulage verbraucht.
Ehepartner können, wenn vorher noch kein Objektverbrauch stattgefunden hat, die Eigenheimzulage zweimal in Anspruch nehmen.
Objekte im Eigentum beider Ehegatten führen nach dem Wegfall der Voraussetzungen für die Zusammenveranlagung (z. B. Trennung) dazu, dass für beide Ehepartner Objektverbrauch eingetreten ist. Alternative: Ein Ehegatte überträgt noch im Jahr der Trennung seinen Anteil auf den Ehepartner. Für den übertragenden Partner tritt in diesem Fall kein Objektverbrauch ein.
Nicht in vollem Umfang ausgenutzte Förderzeiträume können bis zur vollständigen Ausnutzung der acht Förderjahre auf eine weitere selbstgenutzte eigene Wohnung übertragen werden, wenn der notarielle Kaufvertrag vor dem 1. Januar 2006 geschlossen worden ist. Seit diesem Datum ist eine Übertragung auf ein Folgeobjekt ausgeschlossen.

### Details zur Eigenheimzulage 2004/2005
- Dauer der Förderung: Acht Jahre

Der Förderzeitraum beginnt im Jahr der Anschaffung bzw. Fertigstellung. Gezahlt wird die Zulage aber erst dann, wenn die Voraussetzungen (siehe oben) erfüllt sind. Zieht man nicht im ersten Jahr ein oder wird die Einkunftsgrenze erst später unterschritten, dann ist die Förderungsdauer entsprechend kürzer (sog. Neujahrsfalle).
- 1 % der Anschaffungskosten bzw. Herstellungskosten, höchstens 1.250 € im Jahr (Fördergrundbetrag)
- Kinderzulage pro Kind: 800 € im Jahr. Voraussetzung für die Zahlung der Kinderzulage ist, dass für das Kind im Förderjahr mindestens einen Monat lang Kindergeld gezahlt wurde und das Kind im selben Haushalt wie der Antragsteller lebt. Die Eigenheimzulage wird im ersten Jahr innerhalb eines Monates nach Bekanntgabe des Bescheides ausgezahlt. In den Folgejahren erfolgt die Auszahlung immer zum 15. März.

Ändern sich die Verhältnisse für die Gewährung der Förderung (z. B. Geburt eines Kindes), so ist die Zulage von diesem Jahr an neu festzusetzen. Entfallen die Voraussetzungen für die Förderung während des Kalenderjahres, wird der Zulagebescheid mit Wirkung ab dem Folgejahr geändert.
Nach § 17 EigZulG wird die Eigenheimzulage auch bei Anschaffung von Genossenschaftsanteilen festgesetzt: Der Anspruchsberechtigte kann die Eigenheimzulage einmal für die Anschaffung von Geschäftsanteilen in Höhe von mindestens 5.000 € an einer nach dem 1. Januar 1995 in das Genossenschaftsregister eingetragenen Genossenschaft in Anspruch nehmen, wenn er spätestens im letzten Jahr des Förderzeitraums mit der Nutzung einer Genossenschaftswohnung zu eigenen Wohnzwecken beginnt. Voraussetzung ist, dass die Satzung der Genossenschaft unwiderruflich den Genossenschaftsmitgliedern das vererbliche Recht auf Erwerb des Eigentums an der von ihnen zu Wohnzwecken genutzten Wohnung für den Fall einräumt, dass die Mehrheit der in einem Objekt wohnenden Genossenschaftsmitglieder der Begründung von Wohnungseigentum und Veräußerung der Wohnungen schriftlich zugestimmt hat. Bemessungsgrundlage ist die geleistete Einlage. Der Fördergrundbetrag beträgt jährlich 3 % der Bemessungsgrundlage, höchstens 1.200 € für jedes Jahr, in dem der Anspruchsberechtigte die Genossenschaftsanteile innehat. (Rechtslage für Anschaffung von Genossenschaftsanteilen nach dem 31. Dezember 2003)
Die Kinderzulage beträgt für jedes Kind, für das die Voraussetzungen des § 9 Abs. 5 Satz 1 und 2 EigZulG vorliegen, jährlich 250 €; haben beide Elternteile zugleich für ein Kind Anspruch auf die Kinderzulage, ist bei jedem die Kinderzulage zur Hälfte anzusetzen. Die Summe der Fördergrundbeträge und der Kinderzulagen darf die Bemessungsgrundlage nicht überschreiten. Der Anspruch auf Eigenheimzulage entsteht mit dem Jahr der Anschaffung der Genossenschaftsanteile.

### Historische Entwicklung

#### Entwicklung der Eigenheimförderung ab 1949
- Seit 1949 gibt es steuerliche Abschreibungsmöglichkeiten für Baukosten, z. B. die sogenannte „7b-Abschreibung“ bei der Einkommensteuer.
- Im Jahr 1982 wurde eine Vergünstigung für Kinder eingeführt (Baukindergeld).
- Im Jahr 1987 wurde im Zusammenhang mit der Abschaffung der Nutzungswertbesteuerung des eigengenutzten Wohnraums (§ 21a EStG) die Förderung vom § 7b auf den § 10e EStG umgestellt, bekannt als „10e-Abschreibung“. Dabei wurden 50 % des Bodenwertes in die Förderung mit einbezogen.
- Seit 1996 gibt es das Eigenheimzulagengesetz. Gleichzeitig wurde die Förderung nach § 10e EStG abgeschafft.
- Schon im August 2003 wurde von der Bundesregierung ein weiterer Gesetzentwurf vorgelegt: das Haushaltsbegleitgesetz 2004 (HBeglG 2004). Dieses sah die Abschaffung der Eigenheimzulage vor. Nach Ablehnung des Gesetzes durch den Bundesrat einigte man sich im Dezember 2003 im Vermittlungsausschuss auf die Änderung der Eigenheimzulage mit Wirkung ab 1. Januar 2004 (d. h. die vorher genehmigten Eigenheimzulagen blieben unverändert):
  - Der maximale Fördergrundbetrag verringert sich von 2.556 € (ehemals für Neubau) oder 1.278 € (ehemals für Altbau) auf 1.250 € im Jahr (unabhängig davon, ob für Neu- oder Altbau).
  - Die Kinderzulage erhöht sich von 767 auf 800 € im Jahr je Kind.
  - Die Einkunftsgrenze verringert sich von 81.807 auf 70.000 € bei Ledigen, bzw. von 163.614 auf 140.000 € bei Verheirateten (jeweils Summe der positiven Einkünfte in den vergangenen zwei Jahren).
  - Die Einkunftsgrenze erhöht sich je Kind nicht mehr um 30.678, sondern nur noch um 30.000 €.
  - Ausbauten und Erweiterungen werden nicht mehr gefördert.
- Mit Art. 22 des Jahressteuergesetzes 2009 wurde das Eigenheimzulagengesetz geändert: Die Kinderzulage wird weiterhin für Kinder bis zum 27. Lebensjahr gewährt. Die Absenkung der Altersgrenze für Kinder vom 27. auf das 25. Lebensjahr, wie sie das Steueränderungsgesetz 2007 vorsah, bleibt danach unberücksichtigt.

#### Entwicklung 2004/2005
- November 2004: Gesetz zur finanziellen Unterstützung der Innovationsoffensive durch Abschaffung der Eigenheimzulage. In diesem vom Deutschen Bundestag beschlossenen Gesetz ist die völlige Streichung der Eigenheimzulage zugunsten von Bildungs- und Forschungsausgaben vorgesehen. Der Bundesrat lehnt diese ersatzlose Streichung ab. Die Bundesregierung ruft den Vermittlungsausschuss an. Der Vermittlungsausschuss hat die Beratung in seiner letzten Sitzung am 5. September 2005 erneut vertagt; damit wurde in dieser Legislaturperiode nicht mehr über die Abschaffung der Eigenheimzulage entschieden.
- November 2005: In dem Koalitionsvertrag von CDU, CSU und SPD vom 11. November 2005 wurde beschlossen, dass die Eigenheimzulage zum 1. Januar 2006 abgeschafft wird (siehe Koalitionsvertrag; Zeile 3513; PDF; 634 kB).
- 29. November 2005: Die Koalitionsfraktionen von CDU/CSU und SPD beschließen, einen gemeinsamen Gesetzentwurf  (PDF; 92 kB) zur ersatzlosen Streichung der Eigenheimzulage in den Bundestag einzubringen.
- 15. Dezember 2005: Der Bundestag stimmt dem Gesetz zu.
- 21. Dezember 2005: Der Bundesrat stimmt dem Gesetz zu.

#### Ende der Eigenheimförderung
Bauherren, die noch vor dem 1. Januar 2006 mit der Herstellung ihres Objektes begonnen oder einen notariellen Kaufvertrag abgeschlossen haben, können die bisherige Eigenheimzulage über den gesamten Förderzeitraum in Anspruch nehmen. Als Beginn der Herstellung gilt das Datum des Eingangs der notwendigen Bauunterlagen bei der nach Landesrecht zuständigen Baubehörde (Eingang der Baugenehmigung oder der Bauanzeige). Nur bei anzeige- und genehmigungsfreien Bauten gilt der tatsächliche Herstellungsbeginn.
Da die Baugenehmigungen mindestens drei Jahre gelten und Bauanzeigen (z. B. nach § 69a NBauO) bis zu zehn Jahre Gültigkeit haben können (oder verlängert werden können, siehe BFH-Urteil III R61/03 vom 4. November 2004), bleibt die Eigenheimzulage noch mindestens bis 2013 erhalten.
Es sind somit auch Fälle denkbar, in denen Jahre nach dem Bauantrag oder der Bauanzeige erst mit dem Bau begonnen wird, diese Baumaßnahme bei Fertigstellung dann dennoch aufgrund eines/einer vor Abschaffung der Eigenheimzulage gestellten Bauantrags oder Bauanzeige gefördert wird.
Bereits festgesetzte Förderungen bleiben aus Gründen des Vertrauensschutzes unangetastet.
Bei einem Fördervolumen von mehr als 10 Milliarden €/Jahr bis 2005 mindert die Abschaffung der Eigenheimzulage im ersten Jahr die Ausgaben voraussichtlich nur um rund 200 Millionen € – erst nach gut acht Jahren wird das komplette Einsparpotential von dann 6 Milliarden erreicht.

### Die Eigenheimzulage in der Kritik
Die 1996 eingeführte Eigenheimzulage war von Anfang an stark umstritten. Wirtschaftswissenschaftler forderten seit langem die Streichung. Letztlich führe die Eigenheimzulage zu erhöhten Baukosten, wirtschaftlich betrachtet würden also nicht die Bauherren, sondern die Bauwirtschaft subventioniert, wobei allerdings zu hinterfragen ist, ob es der Baubranche aufgrund des enormen Konkurrenzdrucks wirklich gelungen ist, auf Grund der Eigenheimzulage höhere Preise zu realisieren. Jedenfalls sei eine solche indirekte Bezuschussung der Bauwirtschaft aufgrund des fortwährenden Wohnungsleerstandes und der rückläufigen demographischen Entwicklung unnötig und vor dem Hintergrund des Flächenverbrauchs auch nicht wünschenswert. Statt mehr Neubauten würden vielmehr Modernisierung und Renovierung benötigt.
Auch der soziale Nutzen einer staatlichen Geldzuwendung als Mittel der Eigentumsförderung wurde vielfach bezweifelt. Die Mitnahmeeffekte für den Bauherren überwögen gegenüber den wohlfahrtlichen Motiven. Schließlich würden derartige Beihilfen aus dem allgemeinen Steueraufkommen finanziert – Steuern, die auch von jenen aufgebracht werden müssten, die sich selbst kein Wohneigentum leisten können. Geringverdiener und junge Familien, die selbst unter den hohen Mieten leiden, würden auf diese Weise zur Immobilienfinanzierung anderer Leute herangezogen. Aufgrund dessen sei die Eigenheimzulage sozial unausgewogen und ungerechtfertigt.
Kritisiert wurden auch die „Mitnahmeeffekte“ bei Verträgen zwischen nahen Angehörigen oder bei der Förderung der Anschaffung von Anteilen an Wohnungsbaugenossenschaften (1996–1998 und 2002–2003 aufgrund geänderter Rechtsprechung des Bundesfinanzhofs) als reine Geldanlage (vgl. § 17 EigZulG).
Nach Angaben des Statistischen Bundesamtes vom November 2007 gab es in Deutschland von Januar bis September 2007 einen Rückgang von Baugenehmigungen gegenüber dem Vorjahreszeitraum um 31,4 Prozent auf 136.000 Baugenehmigungen. Hauptgrund hierbei ist der Wegfall der Eigenheimzulage. Aus dem gleichen Grund gab es dagegen von Januar bis September 2006 einen Anstieg um 12,6 Prozent.

## Bayerische Eigenheimzulage 2018–2020
In Bayern wurde am 1. Juli 2018 vorübergehend eine Eigenheimzulage eingeführt, mit der selbst genutztes Wohneigentum gefördert wurde. Eine Beantragung war letztmals am 31. Dezember 2020 möglich.